# 괴산 정인지 묘소
괴산 정인지 묘소(槐山 鄭麟趾 墓所)는 충청북도 괴산군 불정면 외령리에 있는, 조선 초기의 대학자이며 정치가였던 학역재(學易齋) 정인지(1396∼1478)의 묘소이다. 1980년 11월 13일 충청북도의 기념물 제33호로 지정되었다.

## 개요
조선 초기의 대학자이며 정치가였던 학역재(學易齋) 정인지(1396∼1478)의 묘소이다.
태종 14년(1414) 과거에 장원으로 급제한 후 여러 관직을 역임하였고『고려사』, 『용비어천가』, 『태조실록』등 각종 편찬 사업에 참여하였으며 세종 때에는 집현전 학사로 훈민정음을 창제하는데 공을 세웠다.
단종 1년(1453) 계유정란 때 세조를 도와 공을 세워 1등공신이 되고 영의정에까지 올랐다. 단종∼성종 연간에는 학덕을 갖춘 정치가로서 민심을 진정시키는데 크게 기여하였으며, 저서로는 『학역재집』이 있다.
묘역 안에는 특별한 시설이 없고 묘 아래에 세워졌던 서거정이 글을 지은 신도비(神道碑:왕이나 고관 등의 평생업적을 기리기 위해 무덤 근처 길가에 세운 비)가 없어져서 1958년에 다시 세웠다.

## 같이 보기
- 정인지

## 참고 문헌
- 괴산 정인지 묘소 - 국가유산청 국가유산포털